# Jasmina El Bouamraoui
Jasmina El Bouamraoui é uma ilustradora e artista gráfica germano-marroquina, residente em Berlim .

## Carreira
El Bouamraoui estudou ilustração na Universidade das Artes de Berlim, onde se formou, e ali trabalhou como tutora na oficina de impressão de telas. Entre outras coisas, defende uma maior diversidade e a representação das realidades da vida na literatura infantil e juvenil do norte da Europa. Segundo El Bouamraoui, é importante para o desenvolvimento das crianças que elas possam se identificar nas histórias, ilustrações e ações dos livros. Nesse sentido, a artista usa ilustrações que se destacam por suas cores vivas, e formas simples em forma de bloco. É também é influenciada por uma "perspetiva queer da cor" e pela política de descolonização . O seu trabalho pretende convidar o espectador a questionar todos os tipos de clichés.
Dirige o seu próprio estúdio de design em Berlim, o “El Boum”, onde oferece projetos visuais para organizações não governamentais e instituições na Alemanha. Tem trabalhado no Projeto DRIN (Diversidade. Representação. Inclusão. Critica das Normas), e desenha ilustrações para literatura infantil para o Goethe-Institut finlandês, em Helsínquia. Inspira-se, por exemplo, no projeto finlandês "Braune Mädchen" ( Ruskeat Tytöt em finlandês), que se dedica a promover jovens talentos junto com uma editora finlandesa.

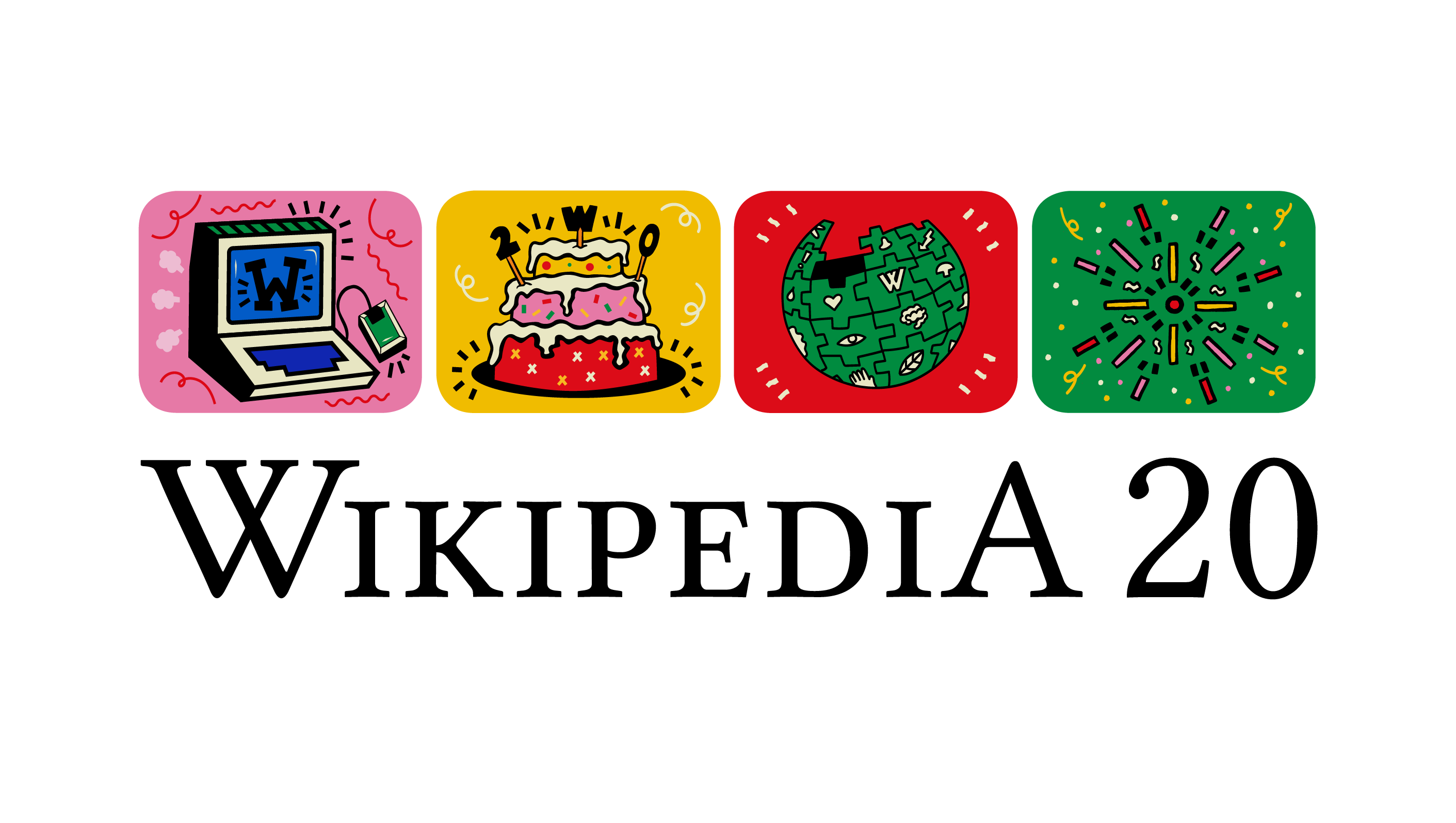
Alguns dos ícones dos 20 anos da Wikipédia

Junto com o artista de rua e designer gráfico sul-africano Karabo Poppy Moletsane, El Bouamraoui projetou vários símbolos e logotipos para o vigésimo aniversário da Wikipédia. Trabalha também para o Google, Facebook, Diversity Arts and Culture e o Schwule Museum Berlin (SMU).
Recebeu diversos prêmios e participou de exposições coletivas na Grécia, Noruega e Suíça.
Em 2015, recebeu a Menção Honrosa do Concurso Internacional de Design de Estudantes de Taiwan, em Taiwan (Embrace).
Em 2017, foi a 3.ª colocada no Concurso de Cartazes de Designer para Estudantes Internacionais em Tessalónica, na Grécia. (No Selfie Thought, No Culture).

## Publicações
- Hengameh Yaghoobifarah. Ich war auf der Fusion, und alles, was ich bekam, war ein blutiges Herz. Col: Aufklärung und Kritik (em alemão). [S.l.: s.n.] ISBN 978-3-95566-082-6
- Programmheft 30. Lesbisch Schwule Filmtage Hamburg. Hamburg 2019 (yumpu.com).